# Schnellbus

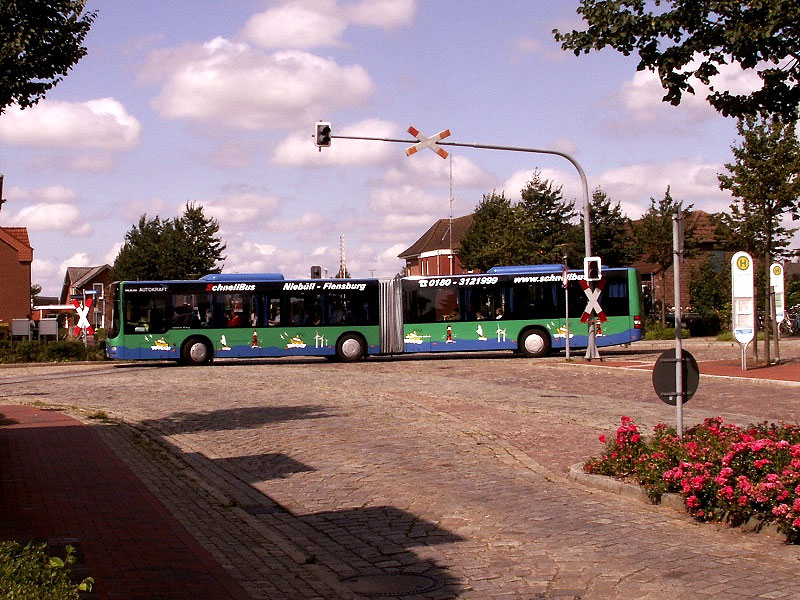
Schnellbus Niebüll–Flensburg

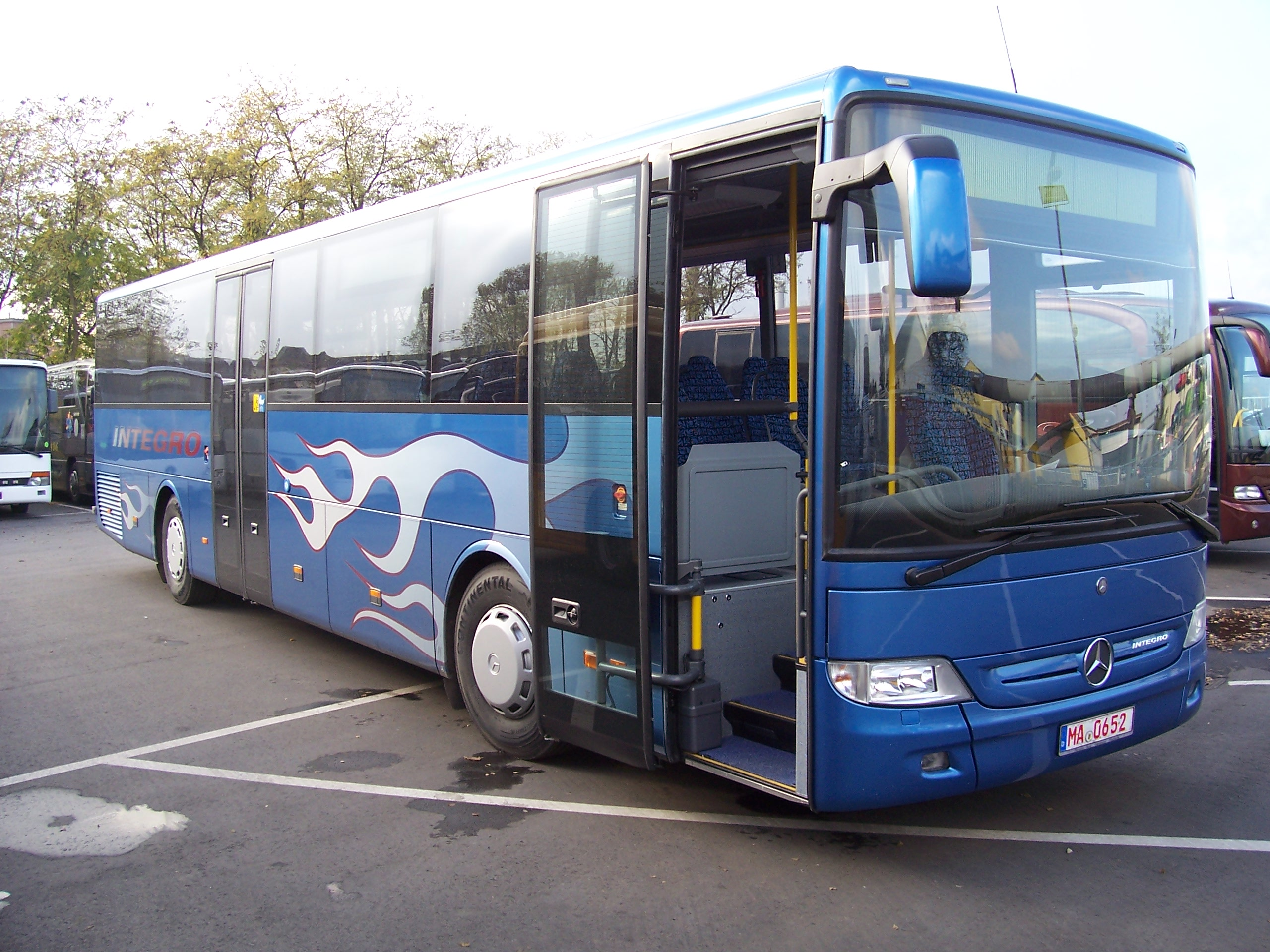
Regional-Schnellbus: Überlandbus Mercedes-Benz O 550 Integro

Ein Schnellbus, Expressbus, Eilbus, Direktbus, Durchlaufwagen oder Durchläuferwagen ist ein beschleunigter Stadt- oder Regionalbus (Regiobus) im öffentlichen Personennahverkehr. Die Beschleunigung wird dabei weniger durch betriebliche oder bauliche Maßnahmen (wie beispielsweise Busspuren, Fahrkartenautomaten, freier Einstieg an allen Fahrzeugtüren, spezielle Ampelschaltungen) erreicht, sondern durch eine Haltestellen-Bedienung mit größeren Stationsabständen, außerdem durch die Benutzung von direkten Wegen und Schnellstraßen oder Autobahnen.

## Verschiedene Konzepte
- Städteschnellbusse sind schnelle Regionalbus-Verbindungen mit wenigen Haltestellen, die zwei oder mehrere Städte im Takt miteinander verbinden. Es gibt oft hohe Qualitätsanforderungen, neben standardisierten Stadtbussen oder Regionalbussen werden daher auch Reisebusse eingesetzt. Die Linien werden teilweise über Autobahnen oder Schnellstraßen geführt, darauf weist auch die Bezeichnung Sprinterbus hin. Die Schnellbusse der Westfälischen Verkehrsgesellschaft mbH (WVG) weisen als Qualitätsmerkmale verbesserte Schallisolierung, hochwertige Bestuhlung, Musik- und Zeitungsservice auf. In Westfalen verkehren einige Linien werktags im Halbstundentakt und an Wochenenden stündlich.
- Direktbusse verbinden Städte, Stadtteile oder Wirtschaftszentren direkt miteinander und halten dabei nur an den wichtigsten Haltestellen. Es kann sich beispielsweise um beschleunigte Fahrten auf Regiobuslinien handeln. Ein Shuttlebus zum Flughafen oder Messegelände könnte ein Direktbus sein. Die Taktbedienung kann sich auf Hauptverkehrszeiten beschränken. Besondere Qualitäts- oder Komfortmerkmale weisen solche Linien oft nicht auf.
- CityExpress-Linien verbinden beispielsweise im Ruhrgebiet die Vororte der Großstädte im Takt mit den Stadtzentren. In kleineren Orten könnten sie als Pendelbusse Einkaufs- und Wohnzentren verbinden.
- Innerstädtische Schnellbusse fahren meist auf direktem Weg ins Zentrum und bedienen nur ausgewählte Haltestellen von z. T. parallel geführten Stadtbuslinien (Beispiel: Expressbusse in Berlin).
- In Hamburg waren (1972 bis 2019) Eilbusse eine zuschlagfreie Zwischenstufe zwischen den Stadtbuslinien und dem ab 1955 eingeführtem Schnellbussystem. Sie verbanden größere Wohngebiete oder Wirtschaftszentren meist nur zu den Hauptverkehrszeiten, oft nur in Lastrichtung, auf direktem Weg mit Schnellbahnhaltestellen ohne Bedienung aller Haltestellen dazwischen. Im Dezember 2019 wurden diese Verbindungen den neu eingeführten Expressbuslinien zugeordnet.

Die Bezeichnungen und Konzepte sind nicht vergleichbar festgelegt; es gibt keine festen oder geschützten Begriffe. Im Ausland sind Express- und Direktbusse verbreitet.

## Abgrenzung der Systeme
Im innerstädtischen Betrieb ähneln sich die Konzepte von Metrobussen und Schnellbussen in einigen Punkten: ergänzende Aufgabe zum Schnellbahnnetz, geradlinige Linienführung, direkte Bedienung des Zentrums oder eines Umsteigepunktes. Schnellbusse halten jedoch nur an ausgewählten Haltestellen und nutzen Schnellstraßen oder Stadtautobahnen. Sie können parallel zu normalen Stadtbussen geführt sein, die dann auch die Zwischenhaltestellen bedienen. Metrobusse bieten ein Grundangebot mit dichtem Takt und langen Betriebszeiten bis zum durchgehenden Tag- und Nachtbetrieb. Schnellbusse sind oft nur Ergänzungsangebote im Spitzenverkehr.
Stadtverbindende Schnellbusse übernehmen Qualitätskriterien von Fernbuslinien, wenn sie über größere Distanzen Schnellstraßen oder Autobahnen benutzen: Einsatz von Reisebussen, Komfortangebote (z. B. Radio per Kopfhörer, Zeitungen). Andererseits nutzen Fernlinien bisweilen die Bezeichnungen von regionalen Schnellbussen wie Direktbus, Expressbus oder CityExpress.
Auf kürzeren Strecken werden gegenüber Regiobussen nur ausgewählte oder lediglich die wichtigsten Haltestellen bedient (z. B. Ortszentren). Da Regiobusse, die Haltestellen auf Anforderung / bei Bedarf bedienen, ist bei Überlandstrecken die Zeitersparnis nur im Spitzenverkehr von größerer Bedeutung oder wenn Schnellstraßen genutzt werden.
Anruflinien oder Anruf-Sammel-Taxis fahren Haltestellen nach Bedarf und auf kürzestem Wege an – wobei Umwege entstehen können, wenn mehrere Haltestellen anzufahren sind, die auf direktem Weg nicht erreicht werden können. Es werden also wie beim Schnellbus nur ausgewählte Haltestellen bedient und wenn möglich Schnellstraßen genutzt. Anrufbusse verkehren nur nach Bedarf, aber nach Fahrplan, bedienen auch nur die angeforderten Haltestellen und sind dadurch eine Art Schnellbus.

## Deutschland

### Geschichte

#### Allgemeines
In den 1950er und 1960er Jahren wurden in Westdeutschland in vielen Orten zuschlagpflichtige Schnellbuslinien eingerichtet. Die Stadtwerke Frankfurt entwickelten beispielsweise ab 1951 ein kleines Netz. Die letzte Linie (nach Offenbach) wurde dort 1974 eingestellt.
Im Verkehrsverbund Rhein-Ruhr (VRR) wurden ab 1987/1988 zuschlagfreie Städteschnellbus- (SB) und CityExpress (CE)-Linien eingeführt. Damit sollte eine leichtere Unterscheidung zu innerstädtischen Buslinien (mit dreistelligen Liniennummern) und zu damals ohne einheitlichen Takt bedienten Regionalbuslinien erreicht werden. Das Konzept übernahmen andere Verkehrsbetriebe – ähnliche Angebote gibt es heute zum Beispiel in Teilen Baden-Württembergs und Schleswig-Holsteins. Mittlerweile wurden im VRR einige CE-Linien in SB-Linien umbenannt (z. B. Oberhausen) oder wieder in das „normale“ dreistellige Liniennummernschema integriert (z. B. Essen).
In Hamburg hatten Schnellbusse eine besondere Geschichte; hier gab es bis 2021 noch vier Schnellbuslinien, die tariflich der 1. Klasse gleichgestellt waren. In der DDR gab es Eilbusse ohne besonderen Tarif etwa auf der Linie R360 zwischen Dresden und Zinnwald.

#### Schnellbus- und Expressbuslinien in Hamburg
In Hamburg war in den 1950er Jahren neben der U-Bahn die Straßenbahn das bevorzugte Verkehrsmittel. Aus dem Innenstadtbereich waren städtische Omnibuslinien aufgrund der Dichte der Bahnlinien desselben Verkehrsunternehmens (HHA) ferngehalten. Deren Stadtbusse hatten nahezu ausschließlich eine Zubringerfunktion zu den U- und Straßenbahnen. Da man jedoch zunehmend die Straßenbahn als Verkehrshindernis betrachtete und diese langsam „aus der Mode“ kam, bahnte sich politisch ein Wechsel an. Ein Ausbau des Omnibusnetzes begann schließlich mit einigen Sonderlinien zu Einheitstarifen und am 30. Oktober 1955 mit der ersten Schnellbuslinie (36: Blankenese – Hbf/ZOB) der Hamburger Hochbahn AG (HHA). Ende 1958 gab es bereits ein regelrechtes Schnellbusnetz mit sechs Durchmesserlinien und zwei Halbringlinien, das in den nächsten Jahren noch weiter ausgebaut wurde.
Die Busse fuhren zuerst nicht durch die Haupteinkaufsstraße Mönckebergstraße. Die Fahrwege entsprachen teilweise Linienwegen, die vor dem Krieg bereits von Kraftomnibussen bedient wurden (damals verkehrten ab der Innenstadt durchgehende Buslinien bis in einige Außenbezirke). Ab Ende der 1950er Jahre wurden die Straßenbahnlinien nach und nach eingestellt und durch ein gebrochenes System mit Schnellbahnen (U- und S-Bahn) auf den Entwicklungsachsen und Feinverteilung durch Stadtbuslinien ersetzt. Schnellbusse sollten als Alternative dazu durchgehende Verbindungen ins Zentrum (und darüber hinaus) mit mehr Komfort als bei normalen Stadtbussen (bequemer Sitzplatz für jeden Fahrgast) und kürzere Fahrzeiten durch weniger Haltestellen bieten. Das Netz wurde daher zügig ausgebaut.
Im September 1968 kamen durch Umwandlung von zwei Kleinbus-Linien in Blankenese (bisher B6 und B8) und einer in Volksdorf Stadtteillinien als „Schnellbus“ (zum Schnellbustarif) hinzu. In Zusammenhang mit der Einführung des HVV-Tarifs erfolgte schließlich die Übernahme einer regionalen Linie in das HVV-Schnellbusnetz (vorher VHH-Linie 1, nun 21 Hbf/ZOB – Bergedorf – Geesthacht – Lauenburg, später Linie 31, heute Linie X80). Seit den 1970er Jahren wurden viele Schnellbuslinien(-Streckenabschnitte) aufgegeben bzw. durch einzelne Stadtbus-Linienabschnitte ersetzt.
Ab 2001 führte der HVV ein neues, qualitativ hochwertiges Busnetz aus „Metrobuslinien“ ein, in dem die am stärksten nachgefragten Stadtbuslinien aufgingen. Die Bezeichnungen der besonderen Buslinien in Hamburg: Linien 1–19 (radial) und 20–29 (tangential) sind Metrobuslinien, Linien 31–39 waren Schnellbuslinien, Linien 47, 48 und 49 waren Kleinbuslinien zum Schnellbustarif. Es gab einen besonderen Kurzstreckentarif und Zusatztickets zu Einzel-, Tages- und Zeitkarten für die Schnellbus-Nutzung. Die Zusatztickets gelten auch in der 1. Klasse der Regionalzüge im HVV-Bereich. 2018 wurden die beiden als „Schnellbus“ betrieben Quartierbuslinien (48 und 49) im Blankeneser Treppenviertel als Linien 488 und 588 in den Stadtbustarif integriert. 2020 gab es einschließlich der Regional-Schnellbuslinie nur noch die vier Linien 31, 34, 36 und 37. Im Dezember 2021 wurden die letzten HVV-Schnellbus-Linien ein- bzw. umgestellt.
Seit Dezember 2019 gibt es zuschlagfreie Expressbuslinien, die sich zusammensetzen aus:
- einer Verbindung der Großwohnsiedlung Osdorfer Born mit der Hamburger City als Linie X3, die im langen Mittelteil auf gleicher Strecke wie die Metrobuslinie 3 verläuft, aber nur die wichtigsten Haltestellen bedient
- direkten tangentialen Verbindungen zwischen den Bezirkszentren Bergedorf Bf. und Harburg (Linie X30) bzw. Wandsbek (Linie X32) bevorzugt über Autobahnen bzw. Schnellstraßen, außerdem ab Dezember 2024 zwischen Poppenbüttel und Bergedorf (Linie X27)
- der bisherigen Schnellbuslinie 35, die von der Hamburg-Messe mit einer geänderten Führung als X35 zwischen der Neustadt und Rahlstedt Ost über die Steinstraße, Berliner Tor, Hamm Nord und Jenfeld mit sehr großen Haltestellenabständen geführt wird
- die Verbindung von Sandbek über Neugraben und Neuwiedenthal nach Finkenwerder zum Airbus-Werk an dessen Arbeitstagen mit jeweils vier Fahrten in Lastrichtung (früh morgens hin, nachmittags zurück) als Line X40
- der bisherigen Eilbuslinie E86, die unverändert an Arbeitstagen des Airbus-Werks jetzt als Linie X86 zwischen Bahnhof Hamburg-Altona und dem Fähranleger Teufelsbrück in dichtem Takt ohne Halt verkehrt, morgens in beiden Richtungen, nachmittags bis 18:30 Uhr im 7½-Minuten-Takt sowie zwei weiteren Fahrten im 30-Minuten-Abstand nur von Teufelsbrück nach Altona

Die bisherige Eilbuslinie E69 zwischen Bf. Ahrensburg und Siek verkehrt nun als Linie 869 montags bis freitags morgens drei und nachmittags vier Fahrten stündlich in beiden Richtungen über die Schnellstraße.
Für die Schnellbuslinien wurden bis in die Gegenwart meist besondere Fahrzeuge mit größerem Komfort beschafft. Sie besaßen in den 1960er Jahren zunächst Oberlicht-Fenster (Dachrand-Verglasung), Gardinen, Plüschsitze und Luftfederung. Seit ab 1968 die damals neu entwickelten VÖV-Standard-Linienbusse eingesetzt wurden, die in Hamburg zunächst als 9,6-m-Wagen von den Herstellern Büssing und Magirus-Deutz stammten (siehe dazu auch Magirus-Deutz-Standardbus), haben sie einen größeren Sitzteiler, auch hatten sie keine Sitzplätze entgegen der Fahrtrichtung und keinen Platz für Kinderwagen. Ab Ende der 1990er Jahre wurden Niederflurbusse mit Platz für Rollstühle und Kinderwagen eingesetzt. Ab 2005 wurden von der HHA auch besondere Citaro-Busse mit einflügeliger Vordertür (nur Einstieg mit Fahrausweiskontrolle) eingesetzt. Zur besseren Unterscheidung erhielten die Schnellbusse seit etwa 1960 eine besondere Lackierung (1960er bis 1980er Jahre Rosa/Weiß, 1990er und 2000er Jahre Weiß mit rotem Streifen, die letzten Wagen waren Weiß mit rot/gelben Reflektorstreifen bzw. roten und grauen Streifen).

### Schnellbusse in aktuellen Verkehrssystemen

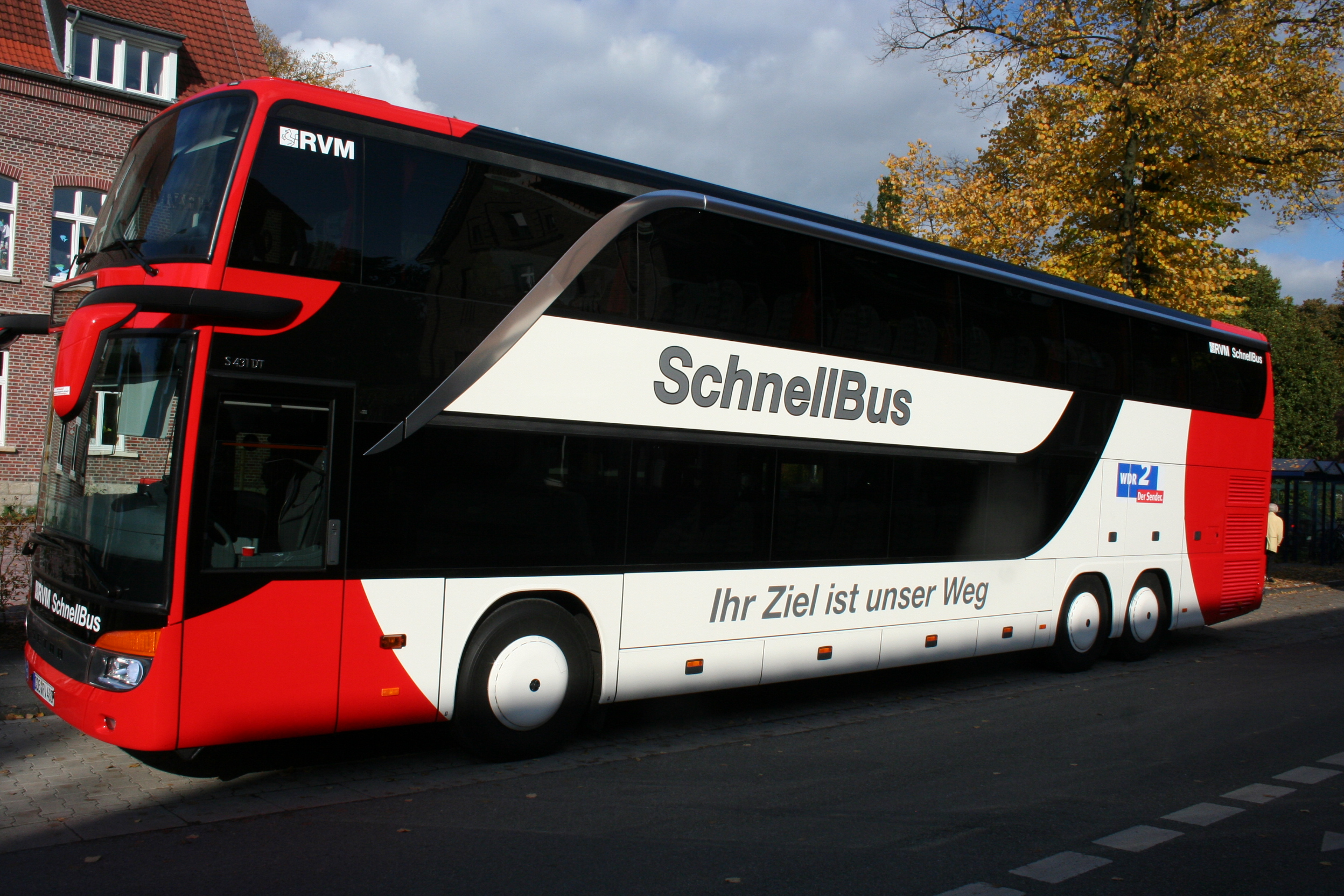
RVM-Schnellbus der neusten Generation

In vom Schienenverkehr schlecht erschlossenen Regionen werden zunehmend Regionalschnellbusse eingesetzt. Sie ersetzen meistens Regionalbusse und sollen qualitativ höherwertige und schnellere Anbindungen an das bestehende Schienennetz bzw. an regionale Zentren ermöglichen (Schienenergänzungsfunktion). In den Verkehrsgemeinschaften Münsterland (VGM) und Ruhr-Lippe (VRL) verkehren beispielsweise seit 1990 Schnellbusse im Zubringerverkehr nach Münster und Osnabrück bzw. zwischen den regionalen Zentren Soest und Unna sowie im Hochsauerland.

ExpressBus-Logo des SaarVV

In Osnabrück sind Regionalbusse in das innerstädtische Busnetz voll integriert („Osnabrücker Modell“). Zur Beschleunigung der Regionallinien werden in den Verkehrsspitzenzeiten Expressbusse („X“ vor der Liniennummer) eingesetzt, die im Stadtgebiet stadteinwärts nur zum Aussteigen, stadtauswärts nur zum Einsteigen halten. Im Saarland kommen spezielle „ExpressBus“-Linien als Teil des Landesbus-Netzes in der Hauptverkehrszeit als Ergänzung der PlusBus-Linien zum Einsatz. Auch diese werden mit einem „X“ vor der Liniennummer gekennzeichnet.
Ein ungleich größerer Maßstab ist jedoch in der Bundeshauptstadt anzulegen:
Im touristischen Bereich können Schnellbusse gezielt Ausflugsziele und Sehenswürdigkeiten anfahren und damit bestehende Lücken besonders im Wochenendverkehr der Regionalnetze füllen.
Schnellbusse bedienen auch grenzüberschreitenden Verkehr ins Ausland. Die erste deutsch-französische Schnellbusverbindung besteht seit 1974 zwischen Saarbrücken und Forbach. Seit 1987 bestand der sogenannte Eifel-Ardennen-Express, der Trier über die Autobahn 60/Europastraße 42 über belgisches Gebiet bei insgesamt sechs Haltestellen mit Aachen verband. Diese Linie wurde später als Eifel-Express betrieben und im August 2011 eingestellt.
Im Ausland haben Schnellbusse als Fernbusse wie auch Überlandbusse eine größere Bedeutung als in Deutschland – insbesondere auch in Ländern mit weniger gut ausgebauten Eisenbahnnetzen.

#### Linienbezeichnungen
Für Schnellbusse gibt es verschiedene Bezeichnungen, die vor die Liniennummer gesetzt werden:
SB: Städteschnellbus (größtenteils in NRW, wenige in Niedersachsen)
CE: City-Express (in NRW und Niedersachsen)
S:B Schnellbus, Sprinterbus (so bei Linie S 75 Bocholt–Münster)
X:B Expressbus (Berlin, Rostock, Hamburg, München, Osnabrück, Saarland, Stuttgart, Rhein-Main-Gebiet, im Bereich des VRR)
D:B Direktbus, früher auch „Durchläufer“ (durchlaufender, nicht an allen Haltestellen haltender Wagen) (Münsterland, Sauerland, östliches Ruhrgebiet)
E:B Eilbus (in Hamburg 1972 bis 2019 als zuschlagfreie Direktbusse von Großwohnsiedlungen bzw. großen Arbeitsstätten zur nächsten Schnellbahnhaltestelle)
Die Liniennummer besteht meistens aus dem/den Buchstaben und einer ein- oder zweistelligen Zahl. Vereinzelt gibt es auch Schnellbuslinien, die ohne jeweilige Produktbezeichnung auskommen und stattdessen eine herkömmliche Linienbezeichnung verwenden. In West-Berlin und Budapest wiederum wurden Schnellbuslinien früher mit einer roten Liniennummer gekennzeichnet, im westfälischen Hamm analog dazu mit einem gestrichenen Liniensignal mit rotem Schrägstrich – wobei keine reguläre Linie 9 existierte. Im Stadtbusverkehr Nürnberg wurde bei Expresslinien ein großes „E“ der Liniennummer nachgestellt, so gab es bis zur Verlängerung der Straßenbahn-Linie 4 (und der darauf folgenden Reorganisation des Busverkehrs im Knoblauchsland) zum neuen Endpunkt „Am Wegfeld“ zwischen Erlangen und  Nürnberg-Thon die Linien 30 und 30E, wobei letztere einen anderen Linienweg und weniger Zwischenhalte hatte.

## Österreich

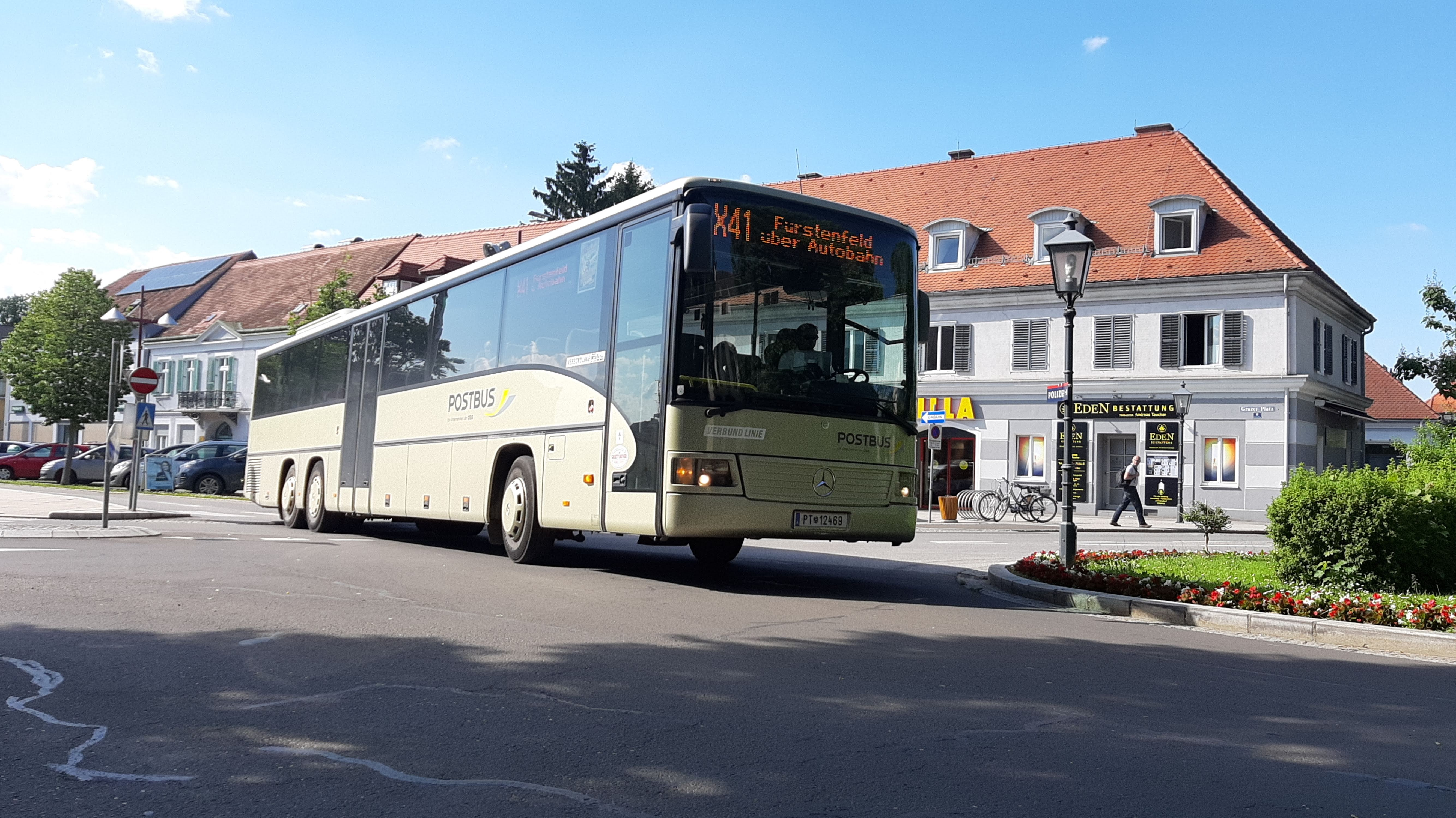
Integro ÜL auf der Linie X41 von Graz nach Fürstenfeld

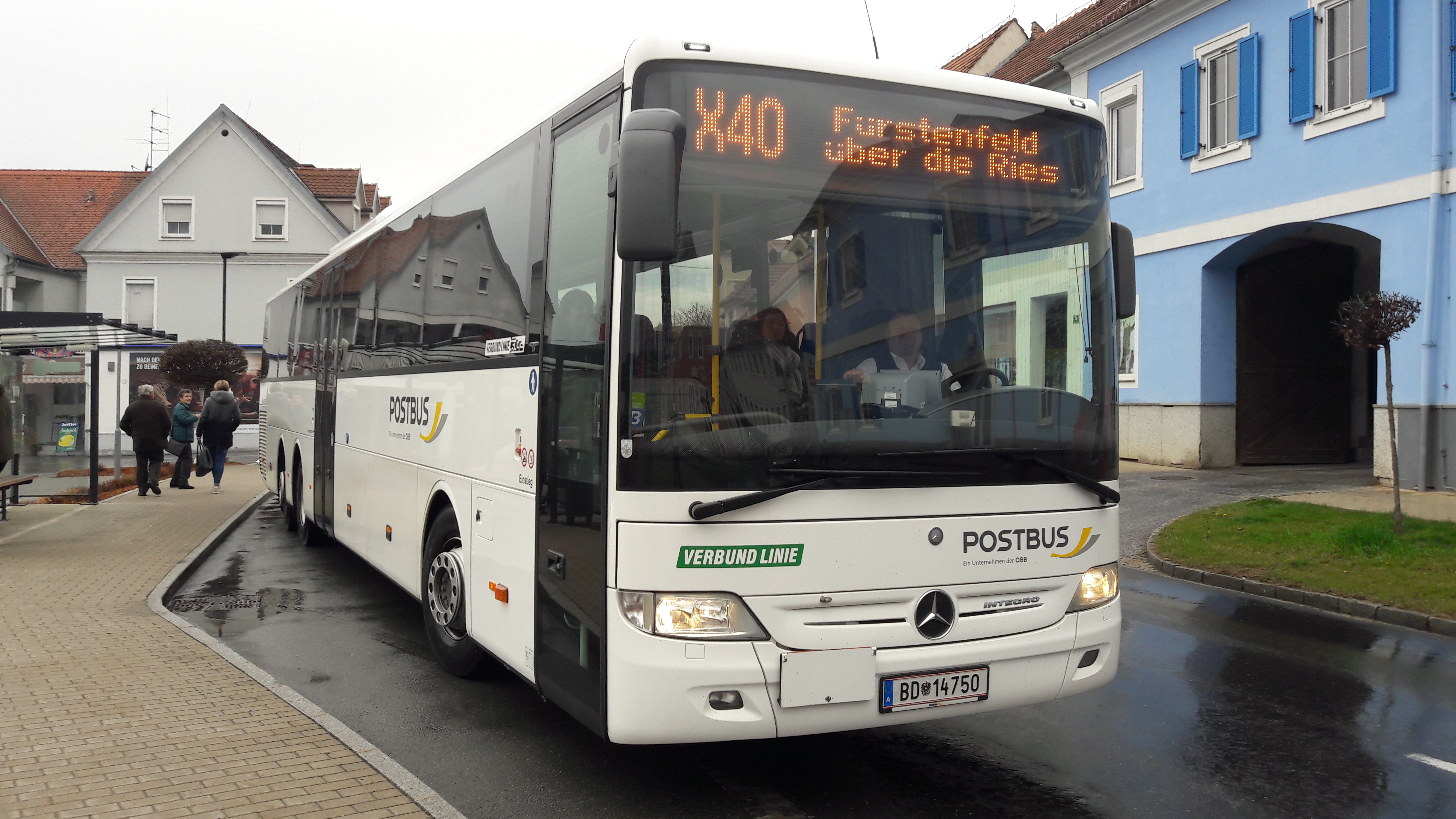
Integro ÜL (Euro 6) als Linie X40 von Graz nach Fürstenfeld am Hauptplatz in Ilz

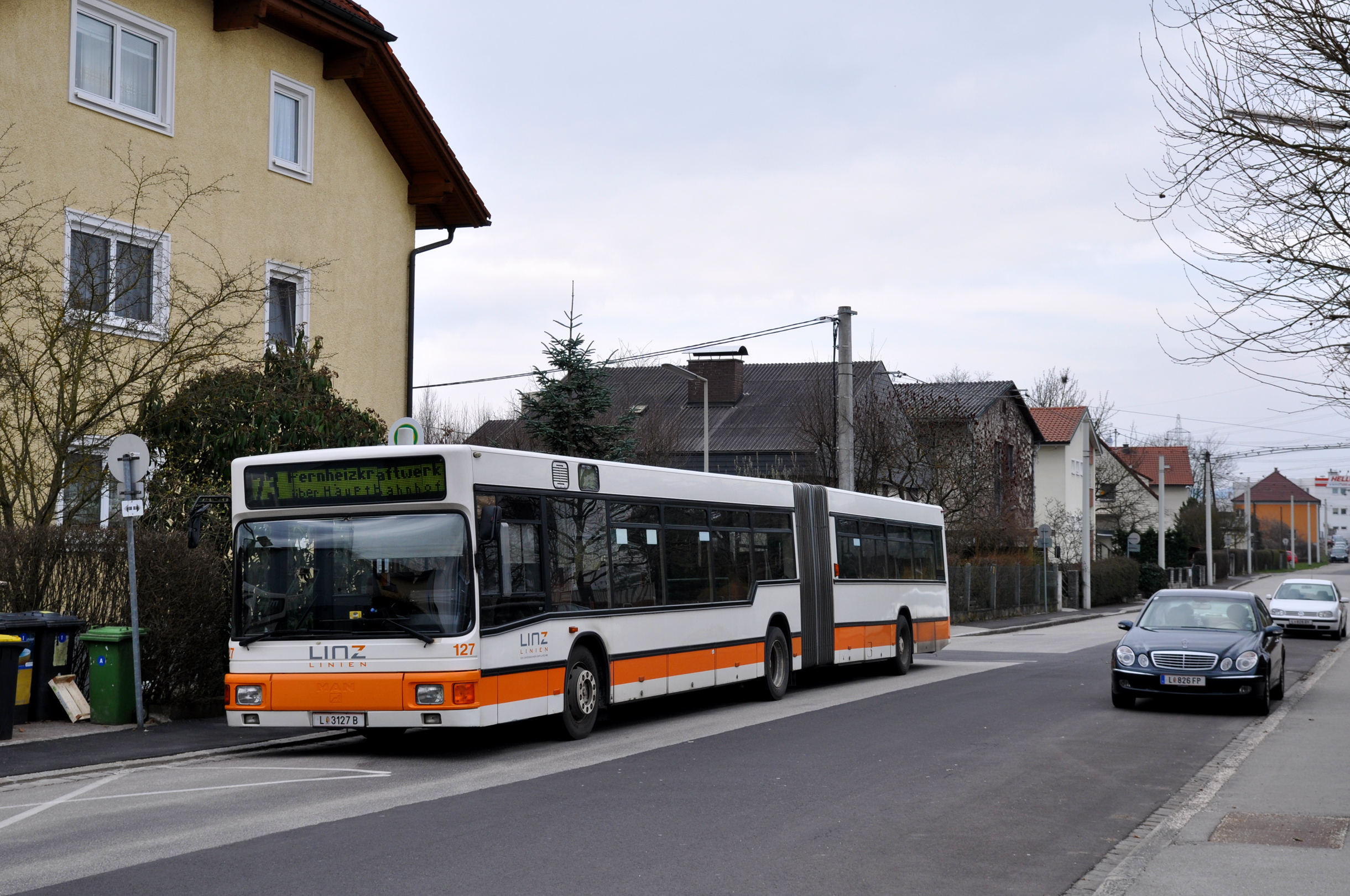
Linz AG Linie 73 Richtung Fernheizkraftwerk in der Endstelle Baintwiese

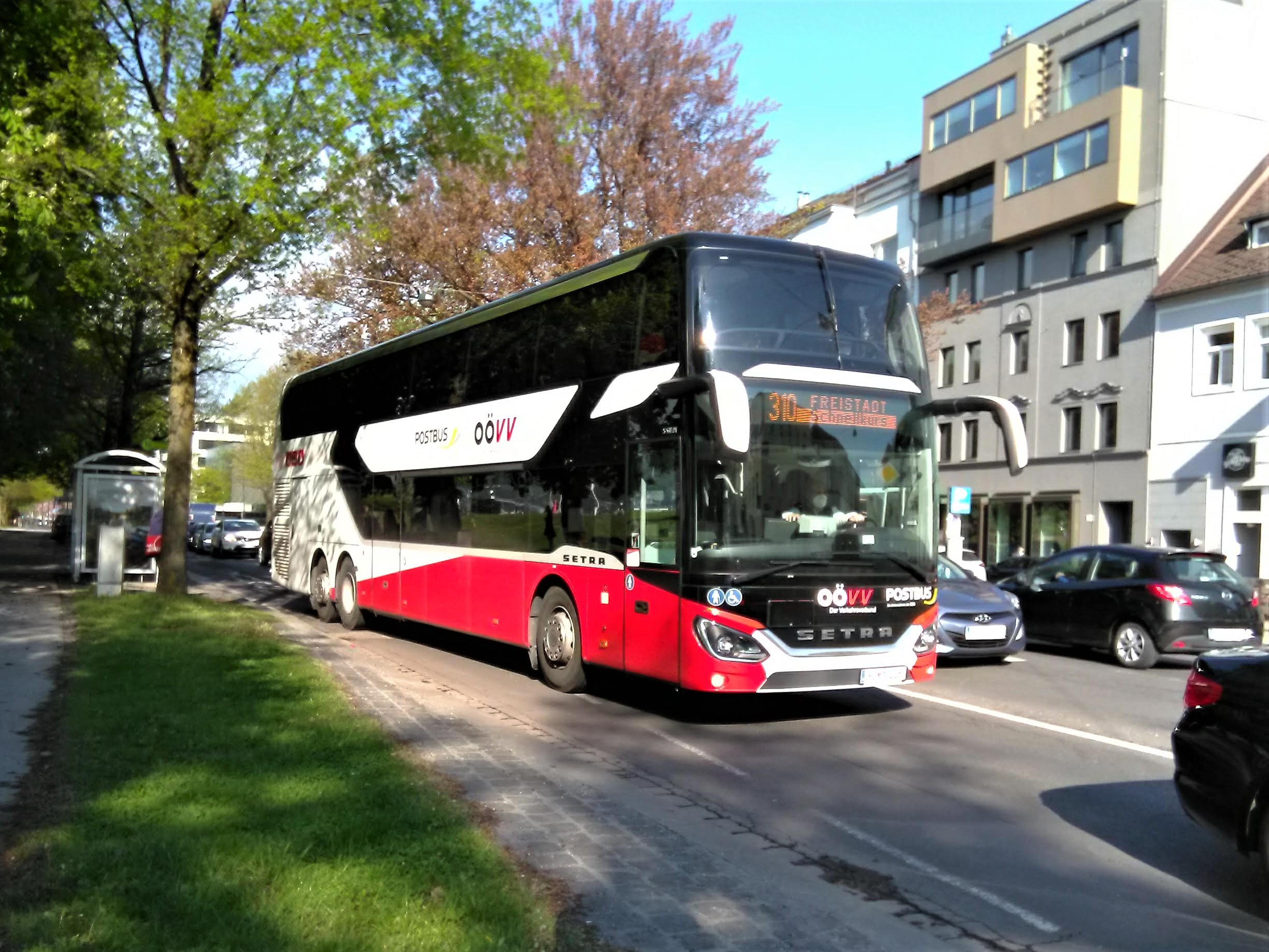
OÖVV Postbus Linie 310 Schnellkurs von Linz nach Freistadt

In Österreich sind die Begriffe Expressbus, Schnellbus oder auch Eilkurs gängig.

### Niederösterreich, Wien, Burgenland (VOR)
Nach der Ernennung St. Pöltens zur Landeshauptstadt von Niederösterreich 1986 wurde dort 1993 das System der Wieselbusse eingeführt. Neun Linien bringen Pendler aus dem gesamten Bundesland in die Landeshauptstadt. Heutzutage verwendet der Verkehrsverbund Ost-Region (VOR) in weiten Teilen seines Bereiches ein Linienbezeichnungssystem, bei dem Schnellbuslinien mit einer „1“ beginnen; auch die Wieselbusse tragen mittlerweile die Nummern 100 bis 109. Die Linie 171 ist hierbei eine Ausnahme (Stadtbus Schwechat). Vor allem im Mittel- und Südburgenland ist dieses Schema jedoch nicht umgesetzt worden, da diese Buslinien immer noch vierstellige Linienbezeichnungen verwenden.
In Niederösterreich, Wien und im Burgenland gibt es folgende Schnellbuslinien (exklusive den bereits genannten Wieselbussen):
120   Wien – Mörbisch am See
140   Stockerau – Tulln
142   Wien – Maria Gugging, IST Austria
145   Wien – Hainfeld
150   Wien – Bernhardsthal
151   Wien – Wildendürnbach
164   Waidhofen an der Ybbs – Lunz am See (Schnellbusvariante der Linie 640, die über die L98 geführt wird)
169   Wien – Mariazell
170   Krems an der Donau – Gmünd
175   Wien – Litschau
176   Wien – Zwettl
180   Horn – Waidhofen an der Thaya
1155   Wien – Piringsdorf
7860   Wien – Markt Neuhodis
7940   Wien – Deutschkreutz oder Nikitsch
7941   Wien – Klostermarienberg, Langental (OP), Draßburg oder Forchtenstein
0G1   Wien – Güssing
311   Wien – Gleisdorf
Die Schnellbuslinien bedienen hauptsächlich Gebiete in Niederösterreich und dem Burgenland, die nur schwer oder gar nicht mit der Bahn erreichbar sind, oder dienen als Direktkurse für Pendler. Manche Buslinien wurden auch nach der Einstellung einer bestimmten Bahnlinie in Betrieb genommen (z. B. 180). Meistens wird eine Autobahn oder gut ausgebaute Bundesstraße für den beschleunigten Streckenabschnitt benützt. Stark ausgelastete Kurse mancher Schnellbuslinien verkehren mit Doppeldeckerbussen; meist werden hier Setra S 431 DT verwendet. Dazu zählen einige Wieselbusse, alle Busse der Linie 175, sowie die meisten Busse der Linie G1.

### Steiermark
Auch in der Steiermark werden einige beschleunigte Regionalbusse von und in die Landeshauptstadt angeboten. So betreibt die ÖBB-Postbus GmbH folgende Linien in der Steiermark:
X20   Graz – Weiz
X30   Graz – Hartberg
X31   Graz – Hartberg
X40   Graz – Fürstenfeld
X41   Graz – Fürstenfeld
X50   Graz – St. Stefan im Rosental
X81   Graz – Trofaiach
440   Graz – St. Marein bei Graz
Die Beschleunigung erfolgt bei der Hälfte der aufgelisteten Linien durch eine Fahrt über eine Autobahn. Die Linien X31 und X41 bedienen sich hier der A2 Südautobahn, die Linie X81 der A9 Pyhrnautobahn. Die Linien X20 nach Weiz und X50 nach St. Stefan können keine Autobahn oder Schnellstraße nutzen, um an ihr Ziel zu gelangen. Hier werden einige Stationen ausgelassen, um die Fahrzeit zu verkürzen.
Die Städte Fürstenfeld und Hartberg verfügen über je zwei Expresslinien. Diese Städte liegen beide an der Südautobahn, sind jedoch ebenso mittels Bundesstraße erreichbar. Die beiden zusätzlichen Linien X30 und X40 verkehren über die normale Regionalbuslinie (über die Ries und Gleisdorf). Nach Gleisdorf trennen sie sich und fahren in die jeweilige Zielstadt weiter. Auch hier werden schlicht einige Stationen ausgelassen. Bevorzugt zwischen Graz und Gleisdorf, da sich hier einige Linien bündeln, so dass ein dichtes Intervall entsteht und ein Halt der Expressbusse hier nicht benötigt wird. So können Fürstenfeld und Hartberg via Autobahn oder auch über die Bundesstraße mit Expressbussen erreicht werden.

### Oberösterreich
In Oberösterreich sind Schnellbusse hauptsächlich im Pendlerverkehr aus dem Mühlviertel zur Linzer voestalpine anzutreffen. In Linz existieren zudem fünf städtische Schnellbuslinien, die über die A7 Mühlkreis Autobahn verkehren und es werden einige Stationen ausgelassen.

### Tirol
In Tirol wurden nach der Einstellung des direkten Eisenbahnverkehrs zwischen Lienz und Innsbruck von Lienz aus die Schnellbuslinien 950X nach Kitzbühel über den Felbertauerntunnel und 960X nach Innsbruck über den Brennerpass eingeführt. Außerdem verkehrt die Linie 160X von Innsbruck nach Reutte.

### Salzburg
Im Bundesland Salzburg existieren im Regionalverkehr, meist zur Hauptverkehrszeit, Eilkurse bzw. Expressbusse, so z. B. auf den Linien 120 (Salzburg – Obertrum – Mattsee), 130 (Salzburg – Neumarkt am Wallersee), 140 (Salzburg – Mondsee) und 150 (Salzburg – St. Gilgen – Bad Ischl), wobei letzterer aufgrund des tourismusbedingten Bedarfs auch an Wochenenden verkehrt.

## Schweiz

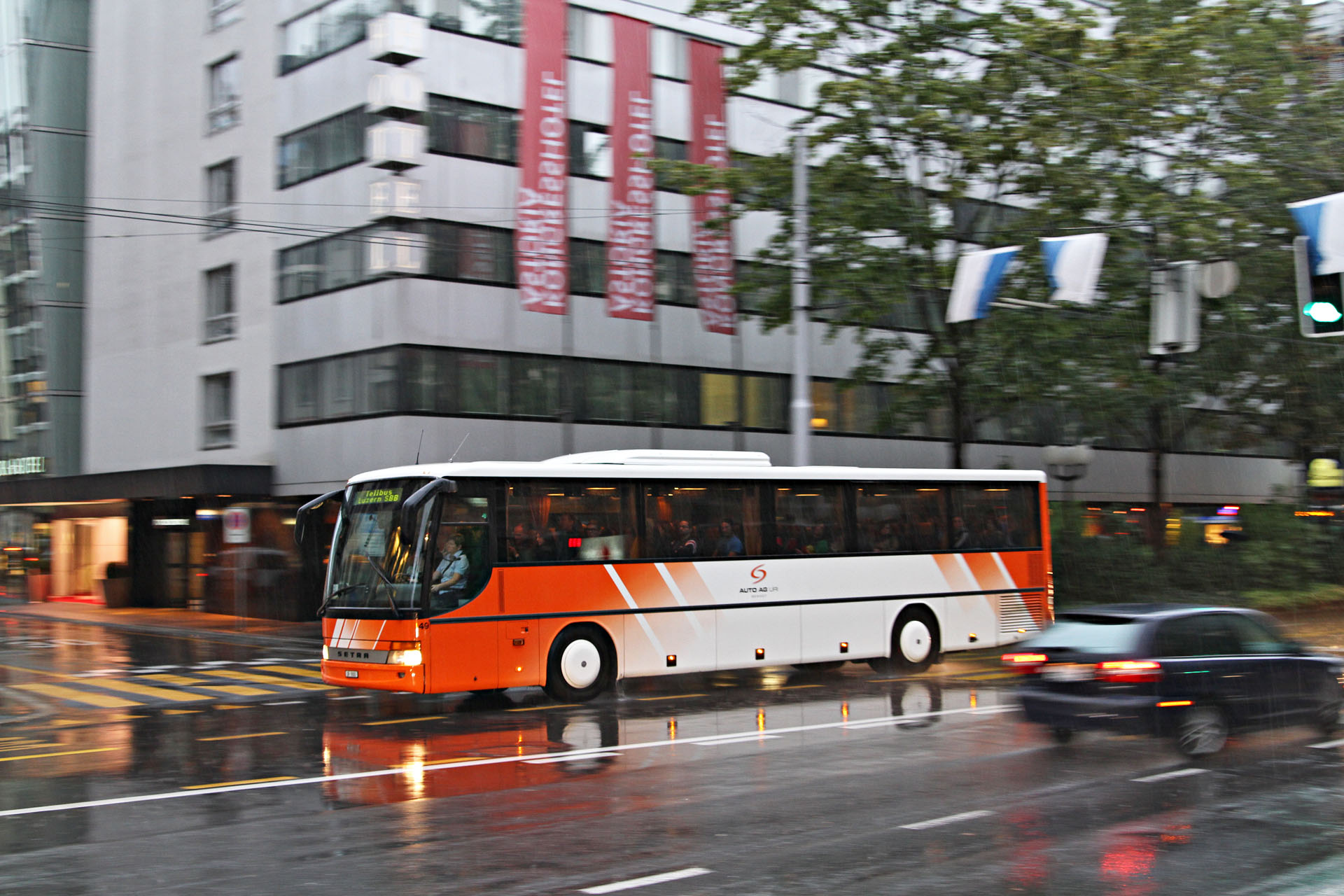
Ein Setra S 315 UL der Auto AG Uri als Tellbus im Jahr 2012 in Luzern

Das Postauto betreibt über die Autobahn A1 die Schnellbuslinie Arbon – St. Gallen und im Auftrag der Aargau Verkehr die Expresslinie Bremgarten – Zürich Enge. Der Tellbus verbindet Altdorf über die Autobahn A2 mit Luzern und wird gemeinsam von der Auto AG Uri und den Verkehrsbetrieben Luzern betrieben.
Die Schnellbusse von Bulle über die Autobahn A9 nach Fribourg der Transports publics Fribourgeois wurden im Dezember 2011 durch direkte Züge via Romont ersetzt.